# Mercedes-Benz W212
Mercedes-Benz W212 — сімейство автомобілів четвертого покоління E-класу (класорозмір бізнес-автомобіль) німецької преміум-марки Mercedes-Benz, яке вироблялося з початку 2009 року до січня 2016 року (седан) або травня 2016 року (універсал).
Він замінив попередню серію 211 і доступний як седан (W 212) або універсал (S 212). Існує довга версія (V 212) для китайського ринку. Купе та кабріолет як C 207 та A 207 відповідно утворюють незалежну серію 207.

## Опис

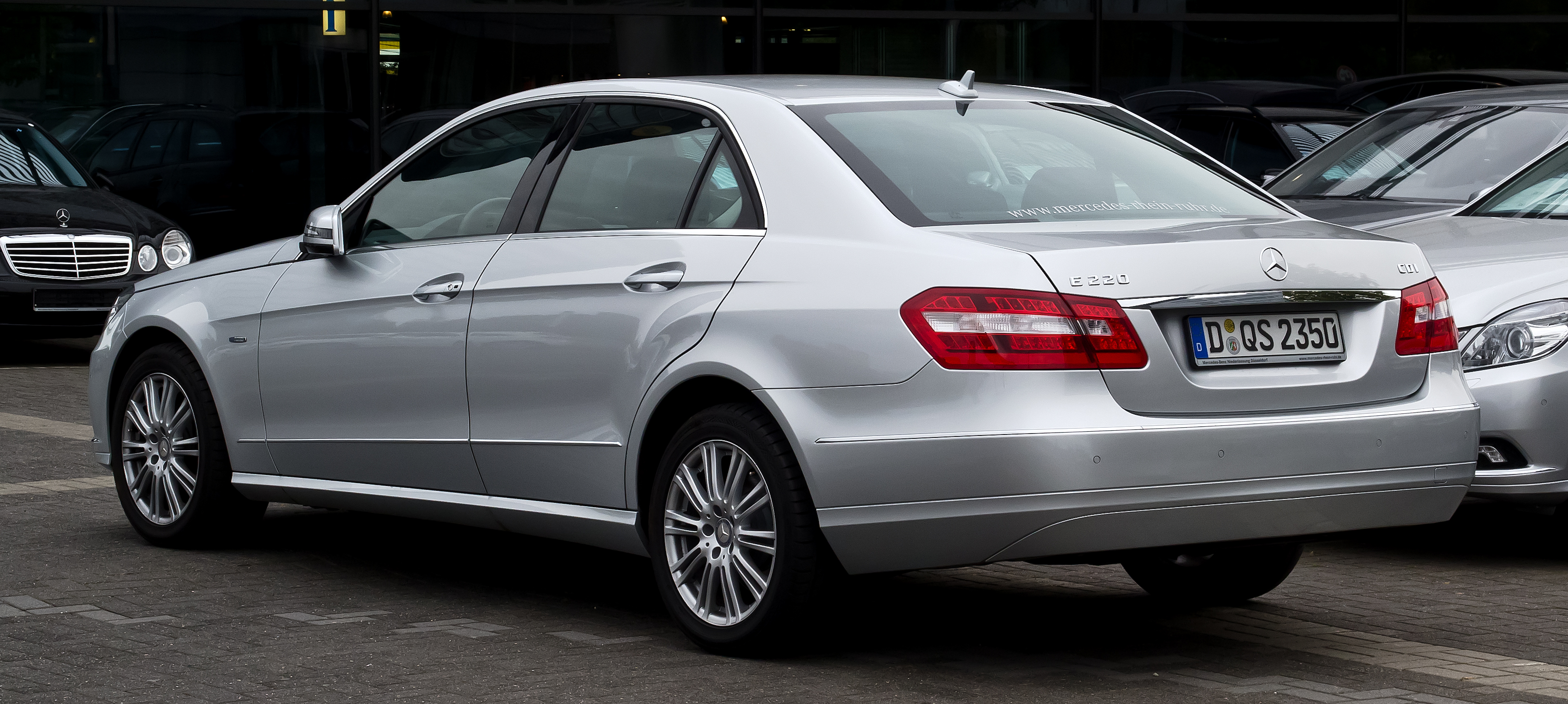
Mercedes-Benz E 220 CDI Elegance (W 212)

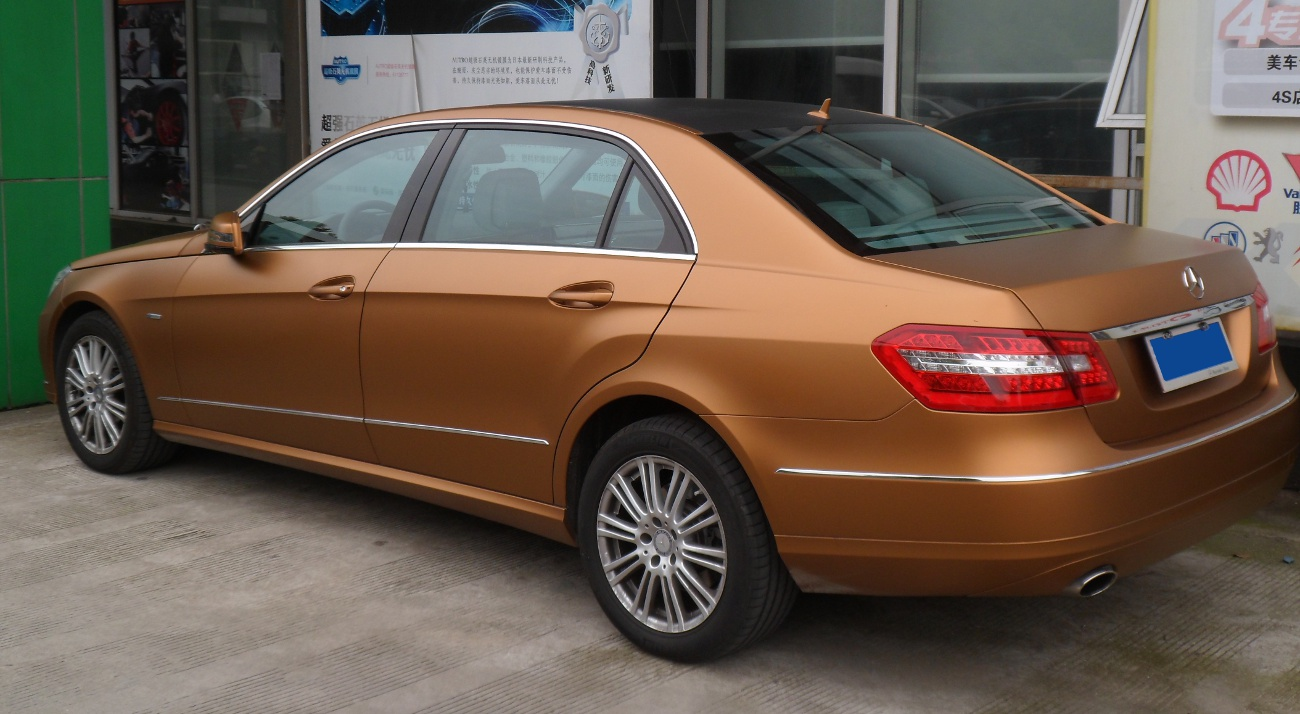
Mercedes-Benz E 300 L Avantgarde (V212)

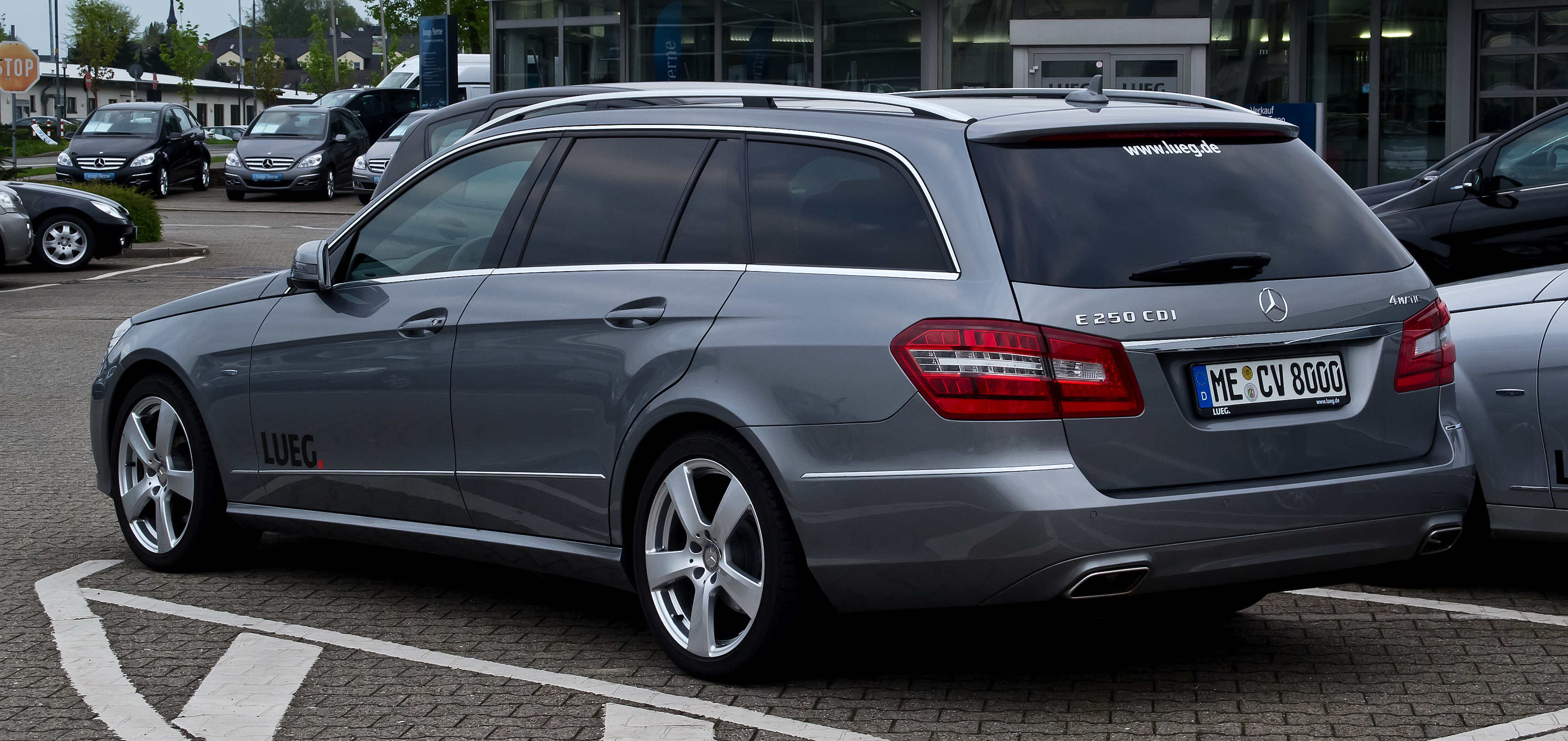
Mercedes-Benz E 250 CDI 4MATIC T-Modell Avantgarde (S 212)

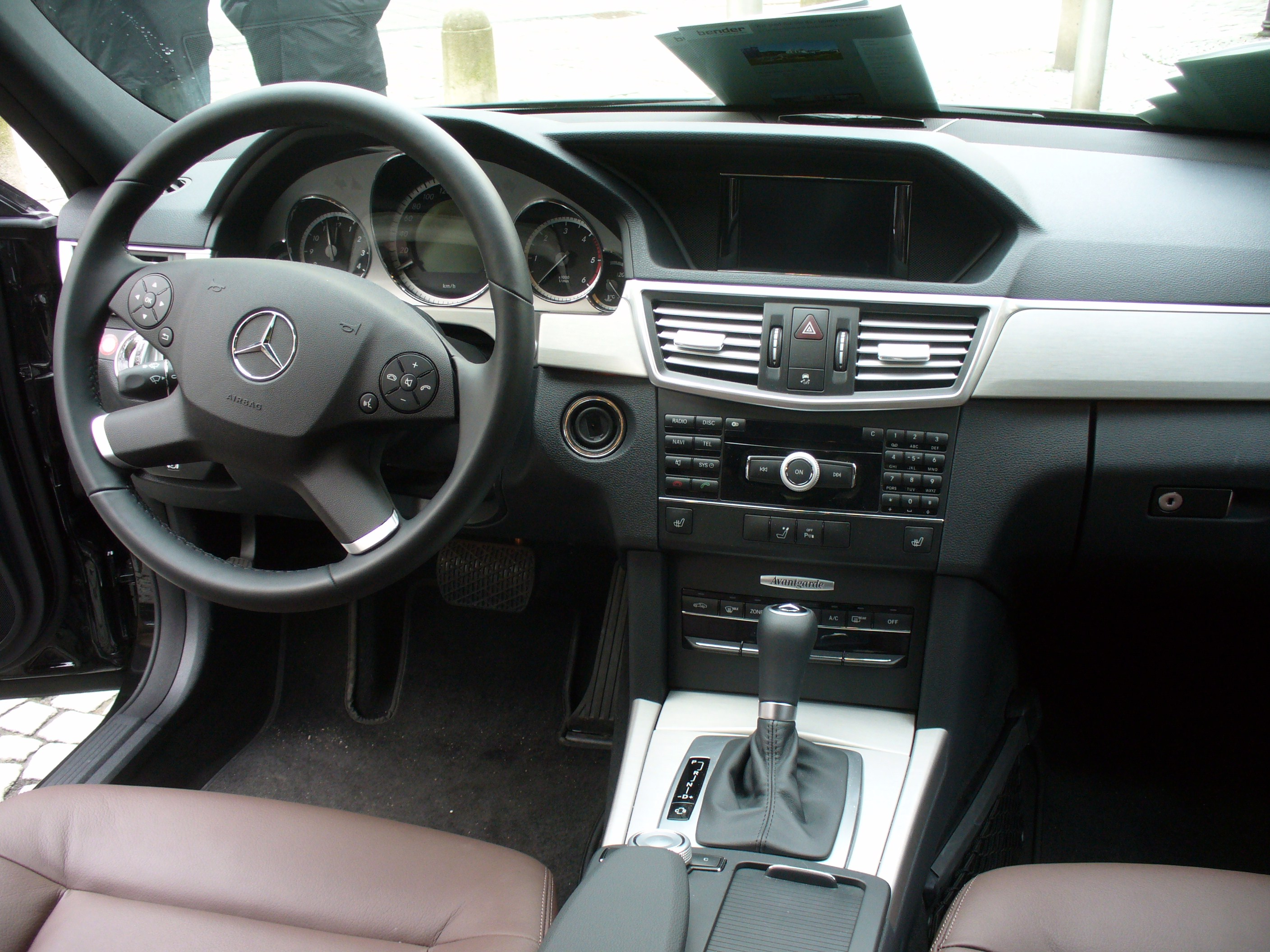

### Передісторія
Проектні роботи над спадкоємцем автомобіля Mercedes-Benz W211 почалися в 2004 році після того, як в 2003 році була затверджена офіційна програма розробки і розвитку. У 2005 році був затверджений дизайн екстер'єру від Томаса Стопки. Після обговорень з інженерами і внесення фінальних уточнень остаточні проектні специфікації були заморожені в 2006 році. Деякі елементи зовнішнього стилю були запозичені з дизайну автомобілів Mercedes-Benz W204 C-класу і Mercedes-Benz W221 S-класу. Опуклі задні колісні арки нагадують уширители крил історичних моделей «Понтон» з 1950-х років. Зовнішній вигляд нового автомобіля попередньо відпрацьовувався на концепт-каре Mercedes-Benz ConceptFASCINATION, представленому на Паризькому автосалоні у вересні 2008 року.
Репутація попереднього автомобіля, Mercedes-Benz W211, на момент старту продажів була затьмарена питаннями якості. Справжні любителі марки негативно поставилися до спірного об'єднання концернів Daimler AG і Chrysler, вважаючи, що злиття погано позначиться на якості продукції. Через кілька років після розпаду DaimlerChrysler, компанія Mercedes-Benz заявила, що нове покоління E-класу буде втілювати в собі повернення до фірмових традицій в питаннях якості.

### 2009-2011
Офіційна прем'єра широкій публіці нового седана Е-класу відбулася в 2009 році на Дейтройтскому автосалоні і з березня почалися європейські продажі.
Автомобіль зберіг свою «четириокість», однак замість овальних фар були встановлені ромбоподібні. Коефіцієнт аеродинамічного опору автомобіля (Cx) нового покоління Е-класу склав 0,25.
З технічної точки зору автомобіль включав безліч нових технологій безпеки, включаючи системи виявлення втоми водія, попередження про схід зі смуги руху, а також розпізнавання дорожніх знаків. З функцій, що підвищують управління і комфорт при їзді, в новий E-клас увійшли адаптивна підвіска Direct Control, активні сидіння і рухливі жалюзі решітки радіатора, що покращують аеродинамічну ефективність автомобіля. У стандартну комплектацію також увійшли електронний контроль стійкості (ESP), антиблокувальна система (ABS), подушки безпеки і автоматичний клімат-контроль.
У грудні 2009 року лінійку автомобілів W212 оснастили опціональною системою повного приводу 4MATIC 4-го покоління. В оновленому варіанті системи крутний момент ділиться в співвідношенні 45:55 на користь задніх коліс (в попередньому поколінні було 40:60). Крім того, четвертий 4MATIC додає до маси автомобіля всього 70 кілограм у моделі Е350 і 50 кг у Е500 проти 95 у третього, що, в свою чергу, благотворно позначається на економічності.

#### Подовжений седан
Подовжена на 14 см версія седана (код кузова V212) була представлена на Пекінському автосалоні в 2010 році. Автомобіль одержав індекс «L», його довжина становить 5012 мм, а колісна база — 3014 мм. Доступно 3 варіанти автомобіля: E 260 CGI Elegance, E 260 CGI Avantgarde і E 300 Avantgarde. Подовжені седани поставляються виключно на китайський ринок.

### Універсал
Універсал (код кузова S212) офіційно представлений на автосалоні у Франкфурті в 2009 році. Спочатку універсал нового покоління буде доступний з п'ятьма двигунами: трьома дизельними потужністю від 170 до 231 к.с., а також двома бензиновими — 3,5 л V6 та 5,5 л V8, що розвивають 292 і 388 к.с. відповідно.
У порівнянні з попередником новий універсал довший на 50 міліметрів, а об'єм багажного відсіку при складених кріслах другого ряду, що утворюють рівний вантажний майданчик, залишиться тим самим — 1950 літрів. Крім того, двері багажника і м'яка шторка, що приховує від сторонніх очей вміст відсіку, у всіх версіях, включаючи базову, отримають сервопривід.

### Рестайлінг 2013
11 грудня 2012 року в мережу потрапили перші фотографії рестайлінгово Е-Класу, на яких можна було розгледіти нові седан і універсал з AMG Sports Package, а також їх інтер'єр. Через 2 дні Mercedes-Benz розсекретив всю детальну інформацію про рестайлінгове сімейство E-Класу.
Змін в інтер'єрі не так вже й багато, але вони досить помітні. Рестайлінгові автомобілі отримали нову по дизайну приладову панель і інакше оформлену центральну консоль. Крім того, в салоні з'явилися аналоговий годинник.
Що стосується моторної гами, то спочатку рестайлінгові моделі будуть доступні у версіях E 350 і E 500, які не зазнали жодних змін. З осені 2013-го до них долучаться також модифікації E 400 з двигуном потужністю 333 к.с. Крім того, для замовлення стане доступна версія E 250 BlueTEC, оснащена чотирициліндровим 204-сильним дизелем і, що примітно, з повним приводом як опцією (варто відзначити, що фірмовий 4MATIC як і раніше можна замовити у всіх інших модифікаціях). У гамму дизелів також входять мотори потужністю 136, 170, 231 і 252 к.с. Гібрид Mercedes-Benz E 300 приводиться в рух 204-сильним двигуном, що працює в парі з електромотором. «Заряджена» версія 63 AMG з'явиться трохи пізніше.

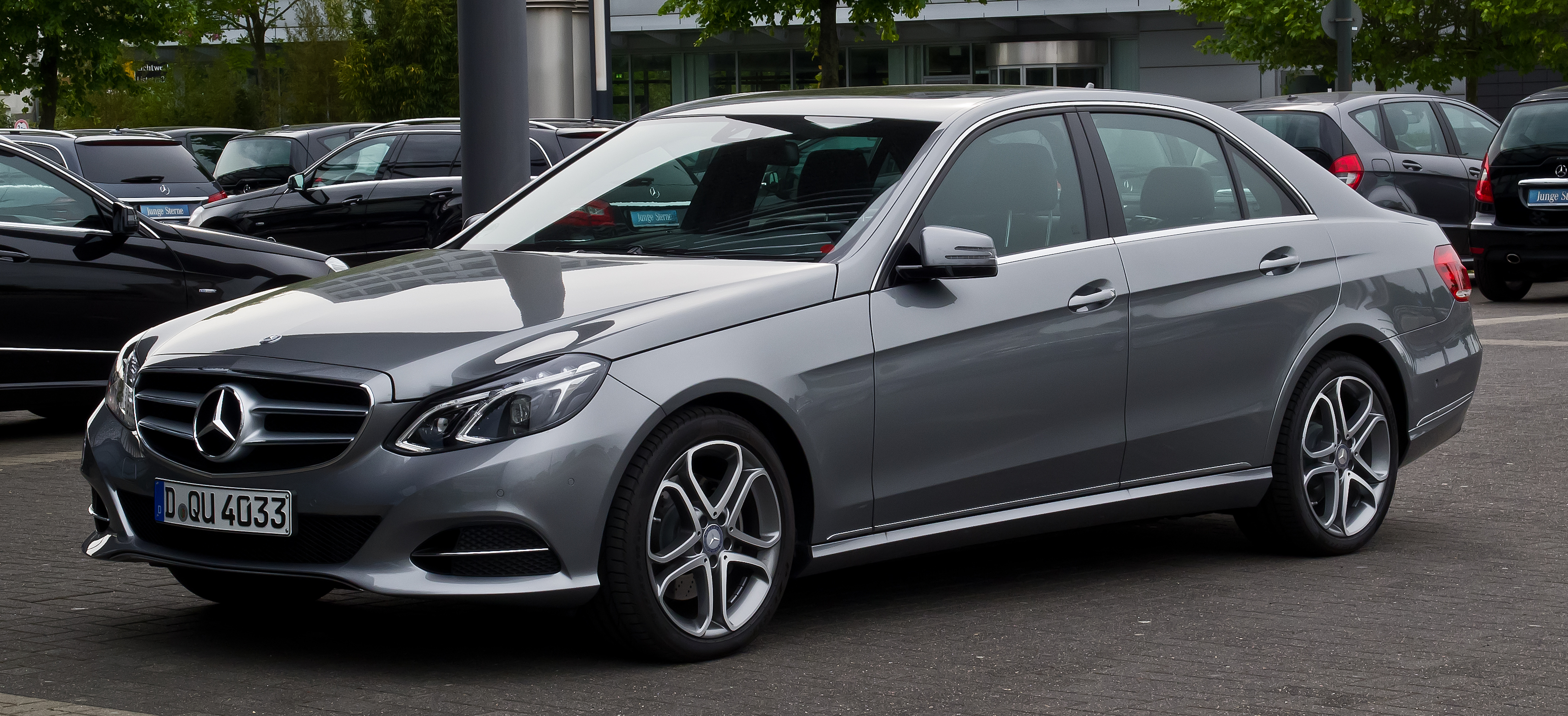
Mercedes-Benz W212 (з 2013)
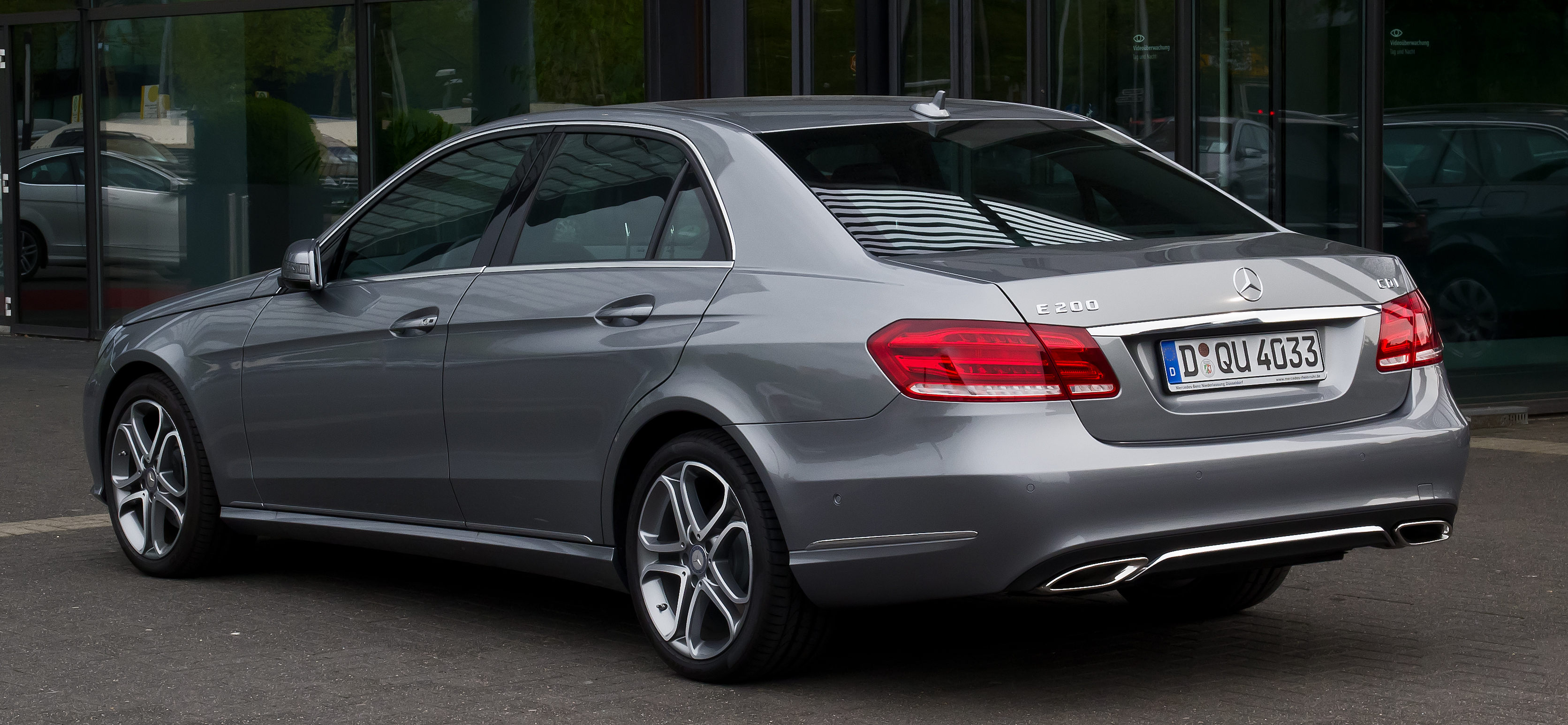
Mercedes-Benz W212 (з 2013)
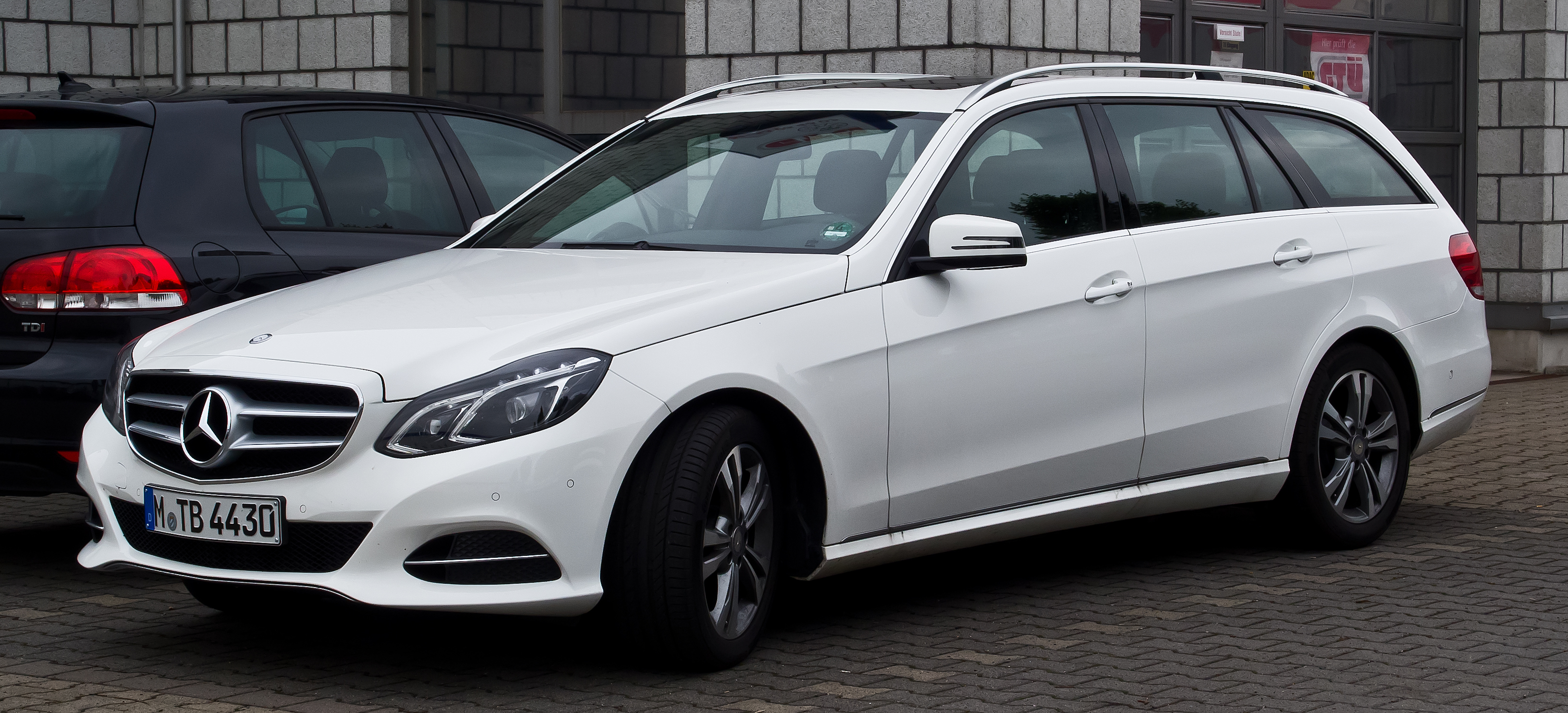
Mercedes-Benz S212 (з 2013)
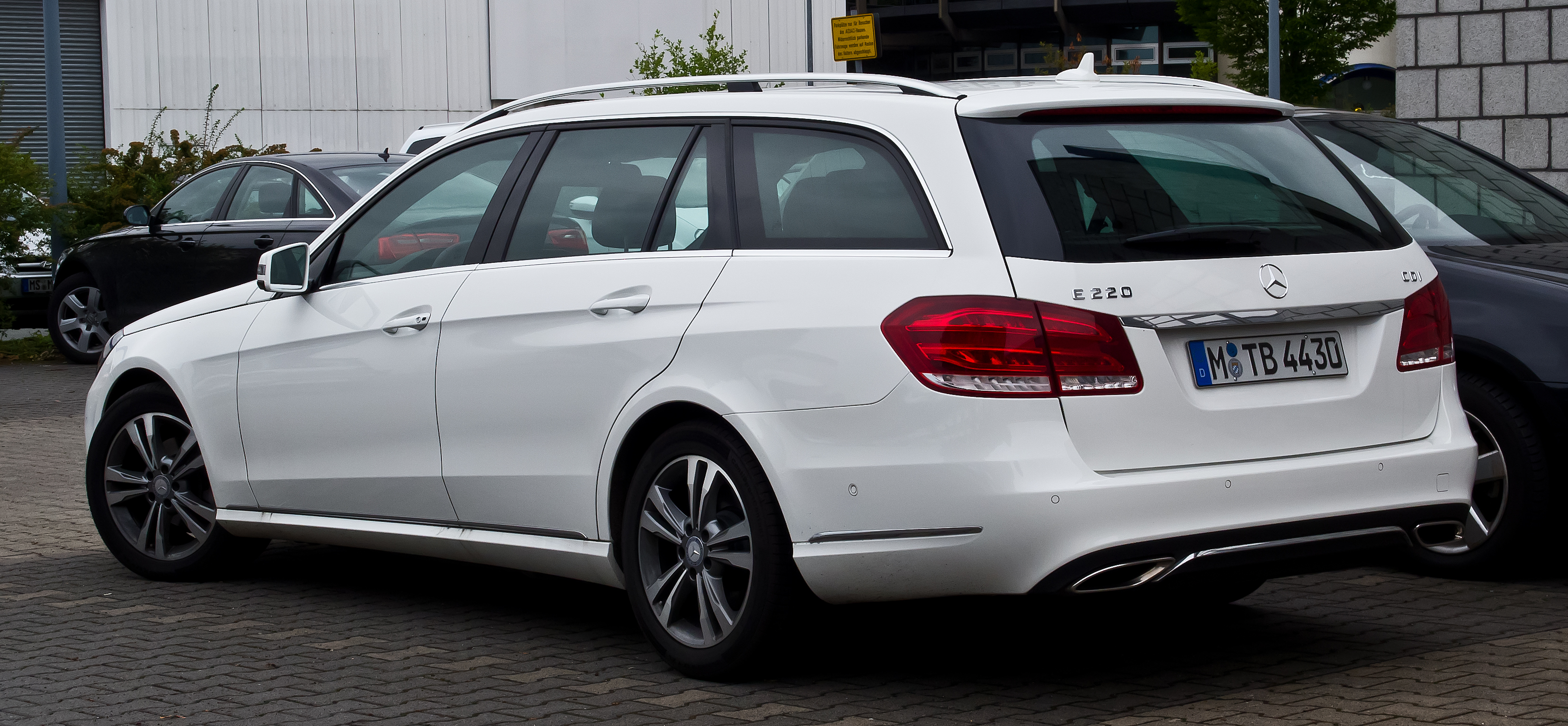
Mercedes-Benz S212 (з 2013)

## Результати з Краш-Тесту
| Зірки в Euro NCAP з Краш-тесту |

## Двигуни
Бензинові:
|                                                | E 200 CGI BlueEFFICIENCY   | E 250 CGI BlueEFFICIENCY   | E 350 CGI BlueEFFICIENCY* | E 350 4-Matic*             | E 500*                     | E 500 4-Matic*             |
| Роки випуску                                   | з 09/2009                  | з 09/2009                  | з 03/2009                 | з 09/2009                  | з 03/2009                  | з 09/2009                  |
| Об'єм                                          | 1796 см³                   | 1796 см³                   | 3498 см³                  | 3498 см³                   | 5461 см³                   | 5461 см³                   |
| Потужність                                     | 184 к.с. при 5250 об/мин   | 204 к.с. при 5250 об/мин   | 292 к.с. при 6400 об/мин  | 272 к.с. при 6000 об/мин   | 388 к.с. при 6000 об/мин   | 388 к.с. при 6000 об/мин   |
| Макс. Крутний момент                           | 270 Нм при 1800–4200 об/хв | 310 Нм при 2000–4500 об/хв | 365 Нм при 3000 об/хв     | 350 Нм при 2400–5000 об/хв | 530 Нм при 2800–4800 об/хв | 530 Нм при 2800–4800 об/хв |
| Привід                                         | Задній привід              | Задній привід              | Задній привід             | Повний привід              | Задній привід              | Повний привід              |
| Максимальна швидкість, км/год                  | 235                        | 245                        | 250                       | 250                        | 250                        | 250                        |
| Разгін 0–100 км/год, с                         | 8,7                        | 7,9                        | 6,3                       | 6,4                        | 5,2                        | 5,3                        |
| Витрати пального (відповідно до ЄЕС), л/100 км | 6,6                        | 7,2                        | 8,5–8,8                   | 9,7                        | 10,9–11,2                  | 11,4                       |
| Базова ціна, €                                 | kA                         | 44.506,00                  | 51.943,50                 | 53.728,50                  | 67.532,50                  | 70.269,50                  |

- тільки з АКПП

Дизельні:
|                                           | E 200 CDI BlueEFFICIENCY      | E 220 CDI BlueEFFICIENCY             | E 250 CDI BlueEFFICIENCY   | E 350 CDI BlueEFFICIENCY*  | E 350 CDI BlueTec*         | E 350 CDI 4-Matic*         |
| Роки випуску                              | з 09/2009                     | з 03/2009 (Механічна КПП: з 09/2009) | з 03/2009                  | з 03/2009                  | з 09/2009                  | з 09/2009                  |
| Об'єм                                     | 2143 см³                      | 2143 см³                             | 2143 см³                   | 2987 см³                   | 2987 см³                   | 2987 см³                   |
| Потужність                                | 136 к.с. при 2800–4600 об/мин | 170 к.с. при 3000–4200 об/мин        | 204 к.с. при 4200 об/мин   | 231 к.с. при 3800 об/мин   | 211 к.с. при 3400 об/мин   | 224 к.с. при 3800 об/мин   |
| Макс. Крутний момент                      | 360 Нм при 1600—2600 об/хв    | 400 Нм при 1400—2800 об/хв           | 500 Нм при 1600—1800 об/хв | 540 Нм при 1600—2400 об/хв | 540 Нм при 1600—2600 об/хв | 540 Нм при 1600—2400 об/хв |
| Привід                                    | Задній привід                 | Задній привід                        | Задній привід              | Задній привід              | Задній привід              | Повний привід              |
| Максимальна швидкість, км/год             | 215                           | 231                                  | 242                        | 248                        | 238                        | 247                        |
| Разгін 0–100 км/год, с                    | 10,7                          | 9,0                                  | 8,2                        | 6,9                        | 7,4                        | 6,4                        |
| Витрати пального (згідно з ЄЕС), л/100 км | 5,3 Дизель                    | 5,3 Дизель                           | 5,3–5,5 Дизель             | 6,8–7,1 Дизель             | 7,0 Дизель                 | 7,3 Дизель                 |
| Базова ціна, €                            | kA                            | 41.590,50                            | 44.506,00                  | 50.991,50                  | 53.371,50                  | 53.728,50                  |

- тільки з АКПП

## Лінії виконання

### Avantgarde
Лінія виконання «Avantgarde» надає автомобілю спортивний стиль як в екстер'єрі, так і в інтер'єрі. Ця лінія пропонує задні ліхтарі на світлодіодах, світлодіодні денні ходові вогні, спортивний дизайн панелі приладів, важіль КПП з виконанням під алюміній, 17-дюймові легкосплавні диски, бампера в колір кузова з хромованими накладками.

### MercedesSport
У 2010 році на виставці в Женеві Mercedes-Benz вирішив представити пакет спортивних доопрацювань автомобілів, почавши з Е-класу. Пакет включає аеродинамічний обвіс, до якого входять спойлери на передній, з протитуманними фарами, і задній, з дифузором, бампери, а також на дах і багажник, накладні пороги і фальшрадиаторна решітка. Крім того, пакет пропонує легкосплавні 18 — дюймові диски, більш жорстку спортивну підвіску із зменшеним на 15 мм кліренсом і посилені гальма. Інтер'єр також отримав зміни — четирехспицеве спортивне шкіряне кермо, сталеві набійки на педалях, того ж сплаву накладки на порогах з логотипами MercedesSport з підсвідкою.

## 4MATIC
Сімейство W212 стало четвертим сімейством в гамі моделей Mercedes-Benz з втіленої системою повного приводу 4MATIC (читається «фірматік») четвертого покоління. В оновленому 4MATIC'у крутний момент розподіляється у співвідношенні 45:55 на користь задніх коліс (у попередньому поколінні було 40:60). Крім того, четвертий 4MATIC додає до маси машини всього 70 кг у моделі Е 350 і 50 кг у Е 500 проти 95 кг у третього, що, у свою чергу, добре позначається на економічності.

## Галерея модифікацій

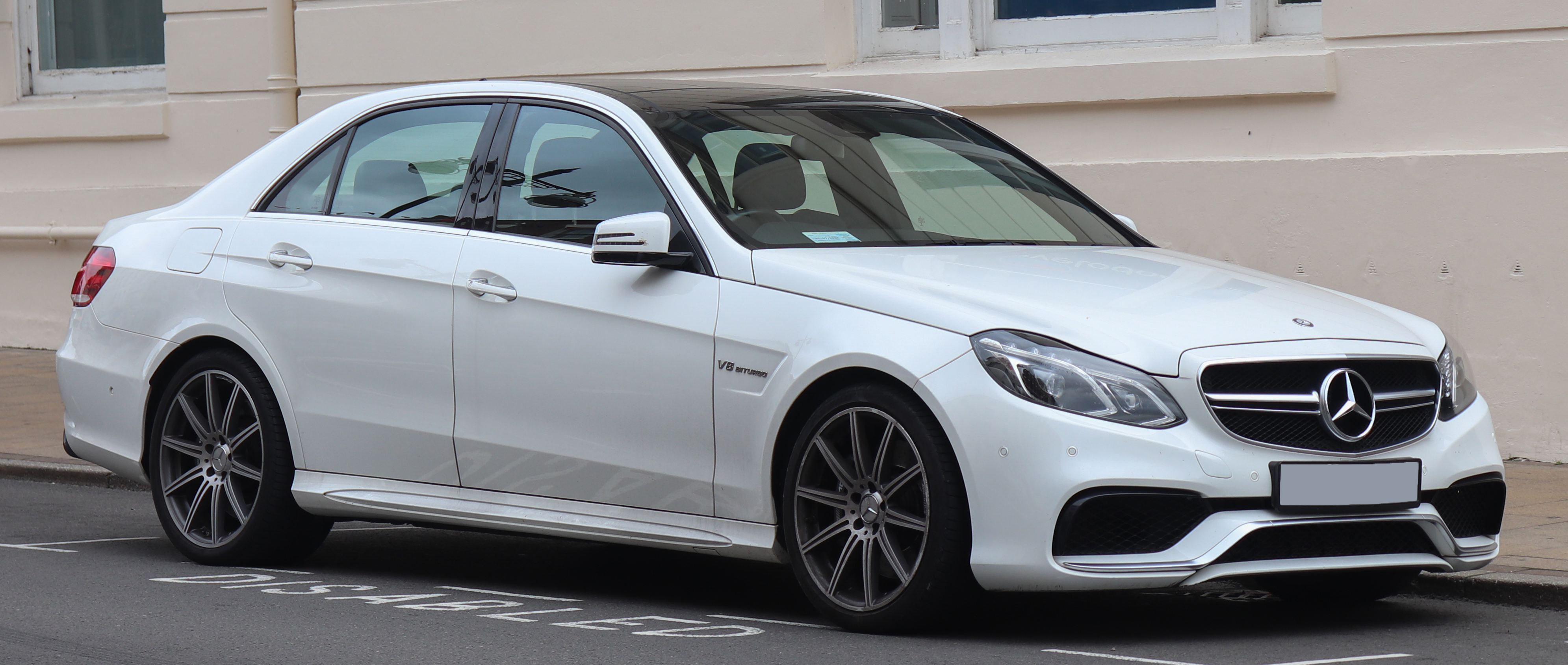
Mercedes-Benz E63 AMG (W212)
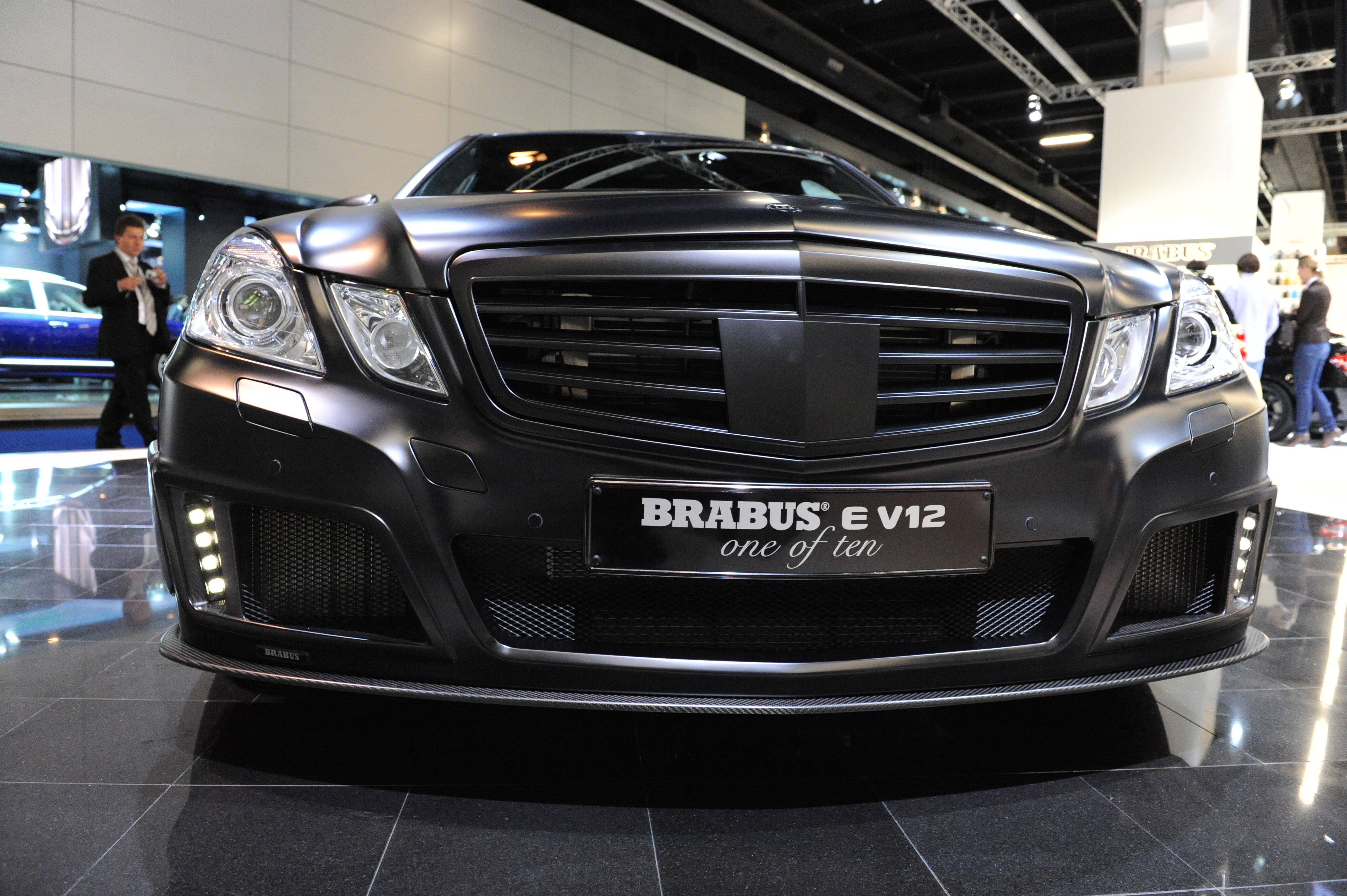
Brabus E V12
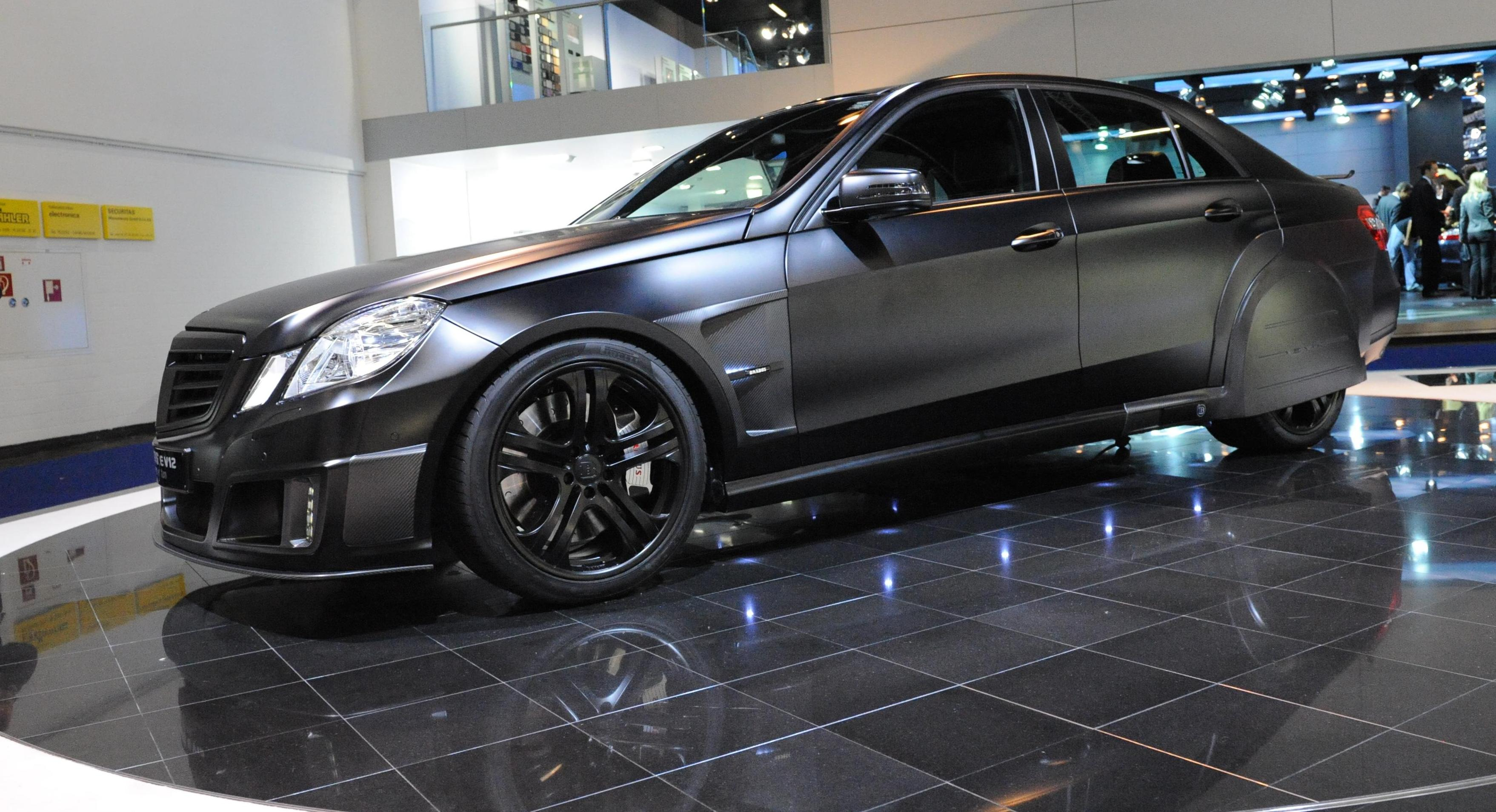
Brabus E V12

## Нагороди
- Mercedes-Benz E-клас отримав Гран-прі «Золотий Клаксон-2009». Ця премія заснована газетою Клаксон.[6]
- 15 травня 2009 року німецький журнал Auto Bild підбив підсумки голосування на найкрасивіший автомобіль. Переможцем з результатом у 13 % голосів став Е-клас.[7]
- 14 січня 2010 року Е-клас був обраний автомобілем 2010 року за версією ADAC.[8]
- 28 січня 2010 року Е-клас був удостоєний нагороди «Die besten Autos 2010: Obere Mittelklasse» (укр. Найкращі автомобілі 2010: Верхній середній клас) від читачів журналу Auto Motor und Sport з результатом 35,8 % голосів (Audi A6 зайняв друге місце з 27,6 % голосів).[9]
- 2 лютого 2010 року сімейство Е-класу було удостоєно відразу двох Гран-прі «За кермом»-2010. Перша нагорода в номінації «бізнес-клас» і друга в номінації «купе і кабріолети» (за автомобіль з кузовом купе).[10]